# Batocera tigris
Batocera tigris är en skalbaggsart som först beskrevs av Voet 1778.  Batocera tigris ingår i släktet Batocera och familjen långhorningar. Inga underarter finns listade.